# Liste der Flughäfen in El Salvador
Liste der Flugplätze und Verkehrsflughäfen in El Salvador, die von der Comisión Ejecutiva Portuaria Autónoma (kurz: CEPA) betrieben werden und in den Luftfahrtkarten sowie in der AIP verzeichnet sind. Die Liste beinhaltet auch Agrarflugplätze.
| Name des Flughafens (offizielle Bezeichnung) | Lage            | ICAO-Codes (AIP Stand 2013) | Bemerkung      |
| -------------------------------------------- | --------------- | --------------------------- | -------------- |
| Aeropuerto Internacional de El Salvador      | San Salvador    | MSLP                        | INTL, ILS, VFR |
| Aeropuerto de Ilopango                       | San Salvador    | MSSS                        | INTL, ILS, VFR |
| Aeropuerto de Aramuaca                       | Aramuaca        | MSAC                        | NAT, VFR       |
| Aeropuerto de Casas Nuevas                   | Cumichín        | MSCN                        | NAT, VFR       |
| Aeropuerto de Ceiba Doblada                  | Ceiba Doblada   | MSCD                        | NAT, VFR       |
| Aeropuerto de Corral de Mulas                | Corral de Mulas | MSCM                        | NAT, VFR       |
| Aeropuerto de El Platanar                    | El Platanar     | MSPT                        | NAT, VFR       |
| Aeropuerto de El Tamarindo                   | El Tamarindo    | MSET                        | NAT, VFR       |
| Aeropuerto de El Zapote                      | El Zapote       | MSZT                        | NAT, VFR       |
| Aeropuerto de La Benedición                  | La Benedición   | MSBD                        | NAT, VFR       |
| Aeropuerto de La Bomba                       | La Bomba        | MSBO                        | NAT, VFR       |
| Aeropuerto de La Cabaña                      | La Cabaña       | MSCB                        | NAT, VFR       |
| Aeropuerto de La Gloria                      | La Gloria       | MSLG                        | NAT, VFR       |
| Aeropuerto de La Odisea                      | La Odisea       | MSOD                        | NAT, VFR       |
| Aeropuerto de La Isletas                     | La Isletas      | MSIT                        | NAT, VFR       |
| Aeropuerto de La Micas                       | La Micas        | MSLM                        | NAT, VFR       |
| Aeropuerto de Puerto Barillas                | Puerto Barillas | MSPB                        | NAT, VFR       |